# Fsck
fsck（file system consistency check）是Unix和类Unix系统上用于检查文件系统完整性的工具。它类似于Windows和MS-DOS上的CHKDSK。

## 读音
fsck没有标准读音，可以读作"F-S-C-K", "F-S-check", "fizz-check", "F-sack", "fisk", "fizik", "F-sick", "F-sock", "F-sek", "feshk","fsk", "fix", "farsk" 或 "fusk".

## 用法
fsck通常在作業系統启动时自动运行或由系统管理员手动运行。该命令直接作用于磁盘上的数据结构，因此fsck命令通常需要指定文件系统类型。fsck的具体行为与其实现相关，但通常有着相同的命令顺序并提供命令行界面。
大多数fsck会提供没有提示信息的自动修复模式、用户决定处理方式的互动修复模式和只检查不修复的模式。文件名无法被重建的文件会被保存在分区根目录的"lost+found"目录中。
系统管理员在认为文件系统出现问题时可以手动运行fsck。运行fsck时分区一般处于卸载或只读方式挂载状态下。
FreeBSD使用的UFS2文件系统会在后台运行fsck，在访问磁盘前不需要等待fsck结束。以ZFS和Btrfs为首的寫入時複製文件系统旨在避免大部分文件系统损坏的原因，因此没有传统的"fsck"工具。Btrfs和ZFS使用scrub来检查和修复错误。

## 示例
检查挂载到/usr上的分区
```
fsck
 
/usr

```

检查使用JFS文件系统的Madam软件RAID设备
```
fsck
 
-t
 
jfs
 
/dev/md0

```

或
```
fsck.jfs
 
/dev/md0

```